# Cold Dark Place
Cold Dark Place – minialbum studyjny amerykańskiej grupy muzycznej Mastodon. Wydawnictwo ukazało się 22 września 2017 roku nakładem wytwórni muzycznej Reprise Records.

## Lista utworów
| Nr | Tytuł utworu      | Długość |
| -- | ----------------- | ------- |
| 1. | „North Side Star” | 6:10    |
| 2. | „Blue Walsh”      | 5:12    |
| 3. | „Toe To Toes”     | 4:29    |
| 4. | „Cold Dark Place” | 5:59    |
|    |                   | 21:50   |

## Twórcy albumu
- Troy Sanders – śpiew, gitara basowa
- Brent Hinds – śpiew, gitara
- Bill Kelliher – gitara, śpiew
- Brann Dailor – perkusja, śpiew
- Nick Raskulinecz - produkcja (utwory: 1, 2 & 4)
- Brendan O'Brien - produkcja (utwór nr 3)

## Listy sprzedaży
| Lista                               | Kraj              | Pozycja |
| ----------------------------------- | ----------------- | ------- |
| Ö3 Austria Top 40                   | Austria           | 36      |
| Billboard Canadian Albums           | Kanada            | 43      |
| AFP                                 | Portugalia        | 18      |
| Billboard 200                       | Stany Zjednoczone | 42      |
| Billboard 200. Top Hard Rock Albums | Stany Zjednoczone | 2       |
| Billboard 200. Top Rock Albums      | Stany Zjednoczone | 7       |
| Swiss Hitparade                     | Szwajcaria        | 44      |
| Mahasz                              | Węgry             | 30      |